# Estación de Pratenc
Pratenc será la futura estación terminal de la Línea 10 del Metro de Barcelona, en su extremo sur. Estará ubicada en el polígono industrial homónimo, en el término municipal de El Prat de Llobregat. Actualmente está pendiente de construcción y no tiene fecha de inauguración.

## Características
De acuerdo al proyecto vigente, la estación de Pratenc se ubicará en superficie, sobre un viaducto de 6,5 metros de altura, prolongación del ya existente entre las estaciones de Zona Franca y ZAL - Riu Vell, cuya construcción terminó en 2015. Desde ZAL - Riu Vell el viaducto atravesará el antiguo lecho del río Llobregat y continuará por la calle 114 hasta la intersección con la calle 100, donde se emplazará la estación, de 3.320 metros cuadrados, que incluirá cocheras, talleres y cola de maniobras.

## Historia
En 2007 el Departamento de Política Territorial y Obras Públicas de la Generalidad de Cataluña inició los estudios para la prolongación en 1,3 kilómetros del extremo sur de la Línea 10 del Metro de Barcelona (L10), por entonces todavía en construcción, con la creación de una nueva estación terminal ubicada en el polígono Pratenc, en el término municipal de El Prat de Llobregat. En 2009 se aprobó la modificación puntual del Plan Director de Infraestructuras (PDI) 2001-2010, introduciendo la construcción de la nueva estación de Pratenc.

## Líneas
| << cabecera | < estación | línea | estación >      | cabecera >>           |
| ----------- | ---------- | ----- | --------------- | --------------------- |
| Metro       |            |       |                 |                       |
| Terminal    | Terminal   |       | ZAL \| Riu Vell | Collblanc Gorg (20??) |